# تمليح الأسماك

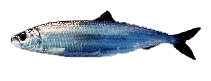
سمك مملح.

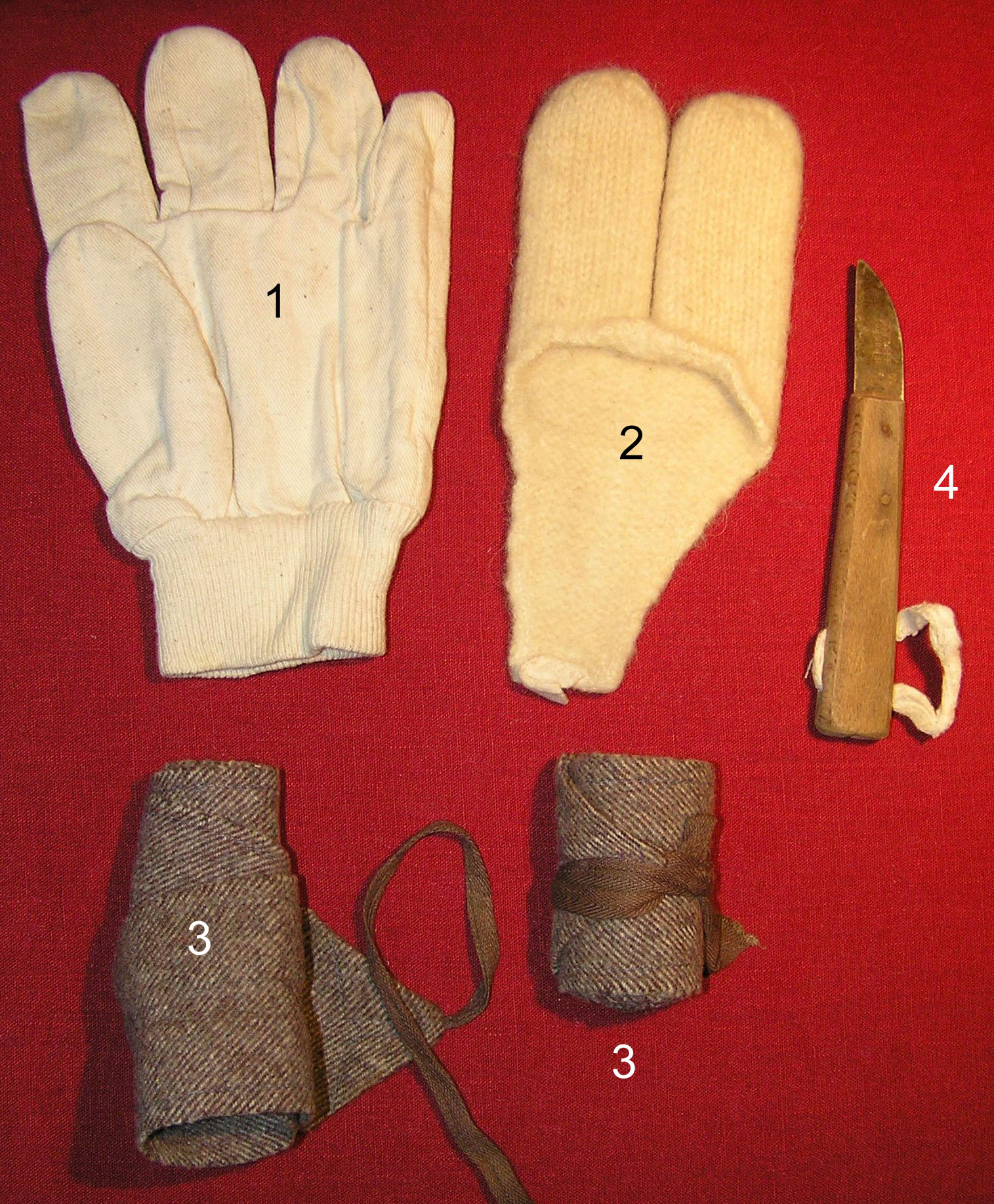
أدوات تستخدم في عام 1966 في عملية تمليح الأسماك على ظهر سفينة صيد شراعية.

تمليح الأسماك هي عملية تحضير السمك المملح (أو تخليل الأسماك)، بحيث تتم إزالة الخياشيم وجزء من بلعوم السمكة؛ وذلك للتخلص من أي مرارة. ثم يُترك الكبد والبنكرياس في السمكة أثناء عملية الحفظ في الملح؛ لكونهما يطلقا الإنزيمات اللازمة لإكساب السمكة النكهة. ثم تُحفظ الأسماك في برميل بنسبة واحد من الملح إلى 20 من السمك المطلوب تمليحه. وقد ظهرت في هذه العملية العديد من التقنيات والممارسات المفضلة محليًا في أيامنا هذه.

## التاريخ
كان ويليام بيوكيلزون (المعروف أيضًا باسم ويليام بيوكيلز أو ويليام بوكليز أو ويليام باكلسون) أول من ابتكر عملية تمليح الأسماك. وهو صياد سمك من زيلند عاش من القرن الرابع عشر. وقد كان لابتكار تقنية حفظ الأسماك هذه أثره في أن أصبحت هولندا قوة بحرية. 
في الفترة ما بين عامي1380 و 1386، اكتشف ويليام بيوكيلز الذي عاش في بلدة بيرفيلت بزيلند أن «الأسماك المالحة يمكن حفظها وأن تلك الأسماك التي يمكن حفظها يمكن تعبئتها وتصديرها».
أدى ابتكار بيوكيلز لعملية تمليح الأسماك إلى ظهور صناعة تصدير الأسماك المملحة التي احتكرها الهولنديون، حيث شرعوا في بناء السفن وتطوروا في نهاية المطاف من تجارة الأسماك المملحة إلى تكوين المستوطنات وإنشاء الإمبراطورية الهولندية.
أقام الإمبراطور كارلوس الخامس تمثالاً لبيوكيلز تكريمًا له لما قدمه لبلاده. فيما جلست الملكة ماري ملكة المجر على قبره بعد العثور عليه لتتناول الأسماك المملحة.
هذا ولا تزال الأسماك المملحة مهمًا جدًا بالنسبة للهولنديين الذين يحتفلون بعيد Vlaggetjesdag (عيد العلم) كل ربيع، باعتباره تقليدًا يعود إلى القرن الرابع عشر؛ وذلك عندما خرج الصيادون إلى البحر في قواربهم الصغيرة للصيد في رحلاتهم السنوية وحفظ وتصدير ما يصطادونه إلى الخارج.